# اومكونتو (صاروخ)
اومخونتو (بالإنجليزية: Umkhonto)‏ سلسلة صواريخ اومخونتو حديثة من جنوب أفريقيا قصيرة إلى متوسطة المدى، قادرة إطلاق الرأسي (VLS) ارض-جو (SAM) في جميع الأحوال الجوية مصنعة من قبل شركة دينيل ديناميكس الجنوب أفريقية (المعروفة سابقا باسم Kentron). يتم تزويد النظم الفرعية ا لسهولة الاندماج في القطع البحرية أو أنظمة الدفاع الجوي الأرضية.
وقد تم تصميم اومخونتو لمواجهة مجموعة متنوعة وواسعة من التهديدات التي تنتقل عن طريق الهواء مثل: الطائرات المقاتلة متعددة (ثابتة الجناحين أو طائرة هليكوبتر)، وصواريخ مضادة للسفن وصواريخ مضادة للإشعاع، والطائرات بدون طيار وكذلك صواريخ كروز الأسرع من الصوت. يمكن أن يقترن مع نظام الدفاع الجوي وتتبع المراقبة متعددة الوظائف وتوجيه الرادارات، ونظام صواريخ اومخونتو لديه القدرة على التشابك مع عدة اهداف في وقت واحد خلال الهجمات.
اومخونتو غير متوفرة في 3 أنواع، قصير المدى صاروخ موجه بالأشعة تحت الحمراء (IR-اومخونتو )،صاروخ متوسط المدى موجه بالأشعة تحت الحمراء (اومخونتو -ER)،صاروخ خارج نطاق الرؤية موجه بالرادار (اومخونتو -R).

## المستخدمون
- الجزائر
- القوات البحرية الجزائرية
- جنوب إفريقيا
- القوات البحرية جنوب أفريقيا
- فنلندا
- البحرية الفنلندية